# Picot del Gila
El picot del Gila (Melanerpes uropygialis) és una espècie d'ocell de la família dels pícids (Picidae) que habita deserts amb grans cactus, zones àrides amb arbres, boscos de ribera i ciutats del sud-oest dels Estats Units i nord-oest de Mèxic, cap al sud fins fins a Jalisco i Aguascalientes.